# إيزيدورو دياز
إيزيدورو دياز (بالإسبانية: Isidoro Díaz Mejía)‏ هو لاعب كرة قدم مكسيكي، ولد في 14 فبراير 1938 في Acatlán de Juárez ‏ في المكسيك. شارك مع منتخب المكسيك لكرة القدم. أما مع النوادي، فقد لعب مع كلوب ليون ونادي غوادالاخارا.

## وصلات خارجية
- إيزيدورو دياز على موقع الاتحاد الدولي (مؤرشف)  (الإنجليزية)
- إيزيدورو دياز على موقع قاعدة بيانات كرة القدم.إي يو (الإنجليزية)
- إيزيدورو دياز على موقع ناشيونال فوتبول تيمز (الإنجليزية)
- إيزيدورو دياز على موقع Soccerway.com (الإنجليزية)